# Rainer
Rainer är ett mansnamn med gammalt forntyskt ursprung (Raganher). Bildat av namn med förleden ragin-, regin-, rein- som betyder "gudaråd" och efterleden her som betyder "armé", (gammal benämning: "här"). Rainer är sidoform till Ragnar, således är Rainer och Ragnar olika namnformer av samma namn. 
Rainer har aldrig varit något vanligt namn i Sverige och har inte heller förekommit i den svenska almanackan. Däremot har namnet varit mer populärt som förnamn i Finland bland den svenskspråkiga språkgruppen, finlandssvenskarna. I den finlandssvenska almanacken har namnet funnits sedan lång tid tillbaka. På 1940- och 1950-talet var namnet som populärast. Sedermera har namnet även börjat användas av den finskspråkiga språkgruppen i Finland, finnarna. 
I den finlandssvenska namnsdagslängden har Rainer namnsdag 1 oktober sedan 1995. Före det hade Rainer namnsdag 9 maj 1929–1994. Namnet infördes i den finska almanackan 1995 på 1 oktober. 
Den 31 december 2010 fanns det totalt 1 469 personer i Sverige som hade förnamnet Rainer och 25 personer som hade det som efternamn. På finländska Befolkningsregistercentralens webbplats anges endast hur många barn som årligen har fått ett visst namn. Mellan åren 1920 och 2012 har totalt 10 437 barn i Finland fått förnamnet Rainer. 

## Kända personer med förnamnet Rainer
- Rainer von Fieandt, finlandssvensk bankdirektör och politiker
- Rainer Hartleb, svensk dokumentärfilmare med tysk bakgrund
- Rainer Stenius, finlandssvensk före detta friidrottare (Rekordhållare i längdhopp)
- Rainer Werner Fassbinder, tysk filmregissör
- Rainer Barzel, tysk politiker
- Rainer Schüttler, tysk professionell tennisspelare

## Kända personer med efternamnet Rainer
- Ove Rainer, svensk jurist, ämbetsman, politiker och idrottsledare
- Niklas Rainer, svensk alpin skidåkare